# Chomoni
Chomoni är en ort i Komorerna.   Den ligger i distriktet Grande Comore, i den nordvästra delen av landet, 16 km öster om huvudstaden Moroni. Chomoni ligger 87 meter över havet och antalet invånare är 807. Den ligger på ön Grande Comore.
Terrängen runt Chomoni är huvudsakligen kuperad, men söderut är den bergig. Havet är nära Chomoni åt nordost.  Närmaste större samhälle är Moroni, 15,7 km väster om Chomoni. 